# Thomas Grandi
Thomas Grandi (* 27. Dezember 1972 in Bozen, Italien) ist ein ehemaliger kanadischer Skirennläufer. Er war auf die Disziplinen Riesenslalom und Slalom spezialisiert. Im Verlauf seiner Karriere gewann er zwei Weltcuprennen.

## Biografie
Thomas Grandi, dessen Eltern ebenfalls aus Bozen stammen, gewann in den Saisonen 1992/93 und 1993/94 jeweils die Gesamt- und Riesenslalom-Wertung des Nor-Am Cup. Seine ersten Punkte im Weltcup gewann er im März 1993 im Riesenslalom von Oppdal. Den ersten Weltcup-Podestplatz erreichte er am 22. November 1997 als Dritter des Riesenslaloms von Park City. In den folgenden Jahren erzielte er immer wieder Top-10-Platzierungen, doch erst nach über sechs Jahren gelang ihm am 25. Januar 2004 im Slalom von Kitzbühel mit dem zweiten Rang hinter dem Finnen Kalle Palander wieder ein Podestplatz.
In der Saison 2004/05 gelang dem Kanadier die große Überraschung. Innerhalb von 48 Stunden gewann er die beiden Riesenslaloms von Alta Badia und Flachau. Am Ende der Saison konnte er sich im Riesenslalom-Weltcup hinter Benjamin Raich und Bode Miller auf dem dritten Rang platzieren. Bei den Alpinen Skiweltmeisterschaften 2005 belegte er im Riesenslalom und im neu geschaffenen Mannschaftswettbewerb den fünften Platz, den Slalom beendete er als Sechster.
Grandi ist mit der Skilangläuferin Sara Renner verheiratet und wurde im Februar 2007 erstmals Vater. Einen Monat später gab er seinen vorläufigen Rücktritt vom Skirennsport bekannt und übernahm daraufhin die Leitung des Skiverbandes der Provinz Alberta. Im Sommer 2008 verkündete er sein Comeback, da er vorhatte, an den in Vancouver stattfindenden Olympischen Winterspielen 2010 teilzunehmen. Während der Saison 2008/09 konnte er sich jedoch nur zweimal in den Punkterängen klassieren. Mitte März 2009 gab er schließlich seinen endgültigen Rücktritt bekannt.
Grandi ist Athletenbotschafter der Entwicklungshilfeorganisation Right To Play.

## Erfolge

### Olympische Spiele
- Lillehammer 1994: 14. Slalom, 16. Riesenslalom
- Salt Lake City 2002: 12. Riesenslalom, 16. Slalom
- Turin 2006: 9. Slalom, 10. Riesenslalom

### Weltmeisterschaften
- Sierra Nevada 1996: 7. Kombination, 45. Super-G
- Sestriere 1997: 8. Riesenslalom, 26. Super-G
- Beaver Creek 1999: 25. Riesenslalom
- St. Anton 2001: 13. Slalom
- St. Moritz 2003: 32. Slalom
- Bormio 2005: 5. Riesenslalom, 6. Slalom
- Åre 2007: 27. Riesenslalom

### Weltcupwertungen
| Saison  | Gesamt | Gesamt | Super-G | Super-G | Riesenslalom | Riesenslalom | Slalom | Slalom |
| Saison  | Platz  | Punkte | Platz   | Punkte  | Platz        | Punkte       | Platz  | Punkte |
| ------- | ------ | ------ | ------- | ------- | ------------ | ------------ | ------ | ------ |
| 1992/93 | 123.   | 13     | –       | –       | 41.          | 13           | –      | –      |
| 1993/94 | 80.    | 61     | –       | –       | 27.          | 50           | 48.    | 11     |
| 1994/95 | 109.   | 19     | –       | –       | 47.          | 5            | 39.    | 14     |
| 1995/96 | 71.    | 68     | 47.     | 10      | 25.          | 58           | –      | –      |
| 1996/97 | 50.    | 134    | –       | –       | 20.          | 113          | 42.    | 21     |
| 1997/98 | 36.    | 279    | –       | –       | 15.          | 161          | 21.    | 118    |
| 1998/99 | 49.    | 129    | –       | –       | 30.          | 36           | 25.    | 93     |
| 2000/01 | 96.    | 42     | –       | –       | 39.          | 29           | 48.    | 13     |
| 2001/02 | 56.    | 116    | –       | –       | 20.          | 79           | 38.    | 37     |
| 2002/03 | 34.    | 265    | –       | –       | 18.          | 111          | 16.    | 154    |
| 2003/04 | 21.    | 366    | –       | –       | 13.          | 145          | 10.    | 221    |
| 2004/05 | 12.    | 500    | –       | –       | 3.           | 366          | 16.    | 134    |
| 2005/06 | 11.    | 619    | –       | –       | 6.           | 259          | 5.     | 360    |
| 2006/07 | 43.    | 193    | –       | –       | 20.          | 67           | 18.    | 126    |
| 2008/09 | 114.   | 20     | –       | –       | –            | –            | 44.    | 20     |

### Weltcupsiege
Grandi errang 9 Podestplätze, davon 2 Siege:
| Datum             | Ort        | Land       | Disziplin    |
| ----------------- | ---------- | ---------- | ------------ |
| 19. Dezember 2004 | Alta Badia | Italien    | Riesenslalom |
| 21. Dezember 2004 | Flachau    | Österreich | Riesenslalom |

### Nor-Am Cup
- Saison 1992/93: 1. Gesamtwertung, 1. Riesenslalomwertung
- Saison 1993/94: 1. Gesamtwertung, 1. Riesenslalomwertung

### Kanadische Meisterschaften
- 11 kanadische Meistertitel
  - Riesenslalom: 1992, 1993, 1995, 1996, 1997, 1998, 2003
  - Slalom: 1997, 1998, 2002, 2003